# Pippa Heylings
Pippa Heylings, de son nom complet Philippa Frances Heylings, née en juillet 1964 à Kingston-upon-Hull (Royaume-Uni), est une personnalité politique britannique. Elle est députée du South Cambridgeshire depuis 2024.

## Biographie

### Enfance et formation
Pippa Heylings naît à Kingston-upon-Hull d'une mère infirmière. Elle acquiert une maîtrise en éducation environnementale à l'université Rhodes à Makhanda en Afrique du Sud.

### Carrière
En 2024, Pippa Heylings est élue députée du 59e parlement du Royaume-Uni pour la circonscription South Cambridgeshire. Elle obtient 25 704 voix (46,8%), avec une majorité de 10 641 voix contre le deuxième candidat conservateur.
Elle s'était déjà portée candidate aux élections de 2019 avant le changement de délimitation de la circonscription.